# Kirill Borodachev
Kirill Viktorovitch Borodachev (en Russe : Кирилл Викторович Бородачёв), né le 23 mars 2000 à Samara, est un escrimeur russe pratiquant le fleuret. Il est le frère jumeau d'Anton Borodachev, né environ 15 minutes après lui. Tandis que son frère est droitier, Kirill tire de la main gauche.

## Carrière
Kirill Borodachev est champion du monde junior en 2019. 
En 2021, il se met en valeur lors des compétitions nationales panrusses qualificatives pour les Jeux olympiques de Tokyo, avec la jeune garde russe composée de son frère Anton et de Vladislav Mylnikov. Tous trois encore juniors, ils évincent de la course olympique des vétérans tels qu'Aleksey Cheremisinov, Dmitry Zherebchenko ou encore Timur Safin, lequel n'obtient qu'une place de remplaçant dans l'équipe olympique.
Il y réalise le meilleur parcours des trois fleurettistes russes en atteignant les quarts de finale, battant au premier tour la tête de série no 10 Lee Kwang-hyun (15-14) puis le tombeur de son frère, le no 7 du tableau Nick Itkin (15-13) au second. En quarts de finale, il se dresse face au Hongkongais Cheung Ka Long et passe tout près de la victoire, menant 14-9 avant de subir le retour de son adversaire, qui poursuivra sur sa lancée pour devenir champion olympique.
Lors de l'épreuve par équipes, les juniors russes éliminent Hong Kong en quarts de finale, Kirill Borodachev prenant au passage une petite revanche sur Cheung en le battant, 5-3, dans le dernier relais. Ils créent ensuite un exploit en éliminant les grands favoris américains en demi-finale. Kirill Borodachev y tient à nouveau le rôle de finisseur. Lancé avec une touche de retard pour le dernier assaut, il inflige un cinglant 6-1 à Alexander Massialas et conclut donc victorieusement le match. Il se montre néanmoins moins en valeur en finale, où l'équipe russe tout entière subit une sévère défaite contre l'équipe de France (28-45), mais lance toutefois sa carrière avec une médaille d'argent olympique.

## Palmarès
- Jeux olympiques
  -  Médaille d'argent par équipes aux Jeux olympiques de 2020 à Tokyo

- Championnats d'Europe
  -  Médaille de bronze par équipes aux championnats d'Europe 2025 à Gênes

## Classement en fin de saison
| Année | 2017 | 2018 | 2019 | 2020 |
| ----- | ---- | ---- | ---- | ---- |
| Rang  | 149  | 48   | 231  | 40   |